# Masters de Miami 2019
El Miami Open presented by Itaú 2019 fue un torneo de tenis ATP World Tour Masters 1000 en su rama masculina y WTA Premier Mandatory en la femenina. Se disputó en Miami (Estados Unidos), en las canchas duras del complejo Hard Rock Stadium situado en Miami Gardens, entre el 19 y el 31 de marzo.
Junto al Masters de Indian Wells, el Masters de Miami cierra la primera etapa de la temporada de cemento, previa a los torneos de tierra batida y a Roland Garros.

## Puntos y premios en efectivo

### Distribución de puntos
| Evento                  | G    | F   | SF  | CF  | R16 | R32 | R64 | R128 | C  | C2 | C1 |
| Individuales masculinos | 1000 | 600 | 360 | 180 | 90  | 45  | 25  | 10   | 16 | 8  | 0  |
| Dobles masculinos       | 1000 | 600 | 360 | 180 | 90  | 0   | 0   | —    | —  | —  | —  |
| Individuales femeninos  | 1000 | 650 | 390 | 215 | 120 | 65  | 35  | 10   | 30 | 20 | 2  |
| Dobles femeninos        | 1000 | 650 | 390 | 215 | 120 | 10  | 5   | —    | —  | —  | —  |

### Premios en efectivo
| Evento                  | G           | F         | SF        | CF        | R16      | R32      | R64      | R128     | C2      | C1      |
| Individuales masculinos | $ 1 354 010 | $ 686 000 | $ 354 000 | $ 182 000 | $ 91 205 | $ 48 775 | $ 26 430 | $ 16 425 | $ 6 790 | $ 3 395 |
| Individuales femeninos  | $ 1 354 010 | $ 686 000 | $ 354 000 | $ 182 000 | $ 91 205 | $ 48 775 | $ 26 430 | $ 16 425 | $ 6 790 | $ 3 395 |
| Dobles masculinos       | $ 457 290   | $ 223 170 | $ 111 170 | $ 57 000  | $ 30 060 | $ 16 090 | —        | —        | —       | —       |
| Dobles femeninos        | $ 457 290   | $ 223 170 | $ 111 170 | $ 57 000  | $ 30 060 | $ 16 090 | —        | —        | —       | —       |

## Cabezas de serie

### Individuales masculino
| N.º | Rank. | Tenista              | Puntos | Puntos por defender | Puntos ganados | Nuevos puntos | Ronda hasta la que avanzó en el torneo                  |
| 1   | 1     | Novak Djokovic       | 10990  | 10                  | 90             | 11070         | Cuarta ronda, perdió ante Roberto Bautista [22]         |
| 2   | 3     | Alexander Zverev     | 6630   | 600                 | 10             | 6040          | Segunda ronda, perdió ante David Ferrer [WC]            |
| 3   | 4     | Dominic Thiem        | 4755   | 0                   | 10             | 4765          | Segunda ronda, perdió ante Hubert Hurkacz               |
| 4   | 5     | Roger Federer        | 4600   | 10                  | 1000           | 5590          | Campeón, venció a John Isner [7]                        |
| 5   | 6     | Kei Nishikori        | 4235   | 45                  | 10             | 4200          | Segunda ronda, perdió ante Dušan Lajović                |
| 6   | 7     | Kevin Anderson       | 4115   | 180                 | 180            | 4115          | Cuartos de final, perdió ante Roger Federer [4]         |
| 7   | 9     | John Isner           | 3485   | 1000                | 600            | 3085          | Final, perdió ante Roger Federer [4]                    |
| 8   | 10    | Stefanos Tsitsipas   | 3160   | 10                  | 90             | 3240          | Cuarta ronda, perdió ante Denis Shapovalov [20]         |
| 9   | 11    | Marin Čilić          | 3095   | 90                  | 10             | 3015          | Segunda ronda, perdió ante Andréi Rubliov [Q]           |
| 10  | 12    | Karen Jachanov       | 2845   | 45                  | 10             | 2810          | Segunda ronda, perdió ante Jordan Thompson              |
| 11  | 13    | Borna Ćorić          | 2345   | 180                 | 180            | 2345          | Cuartos de final, perdió ante Félix Auger-Aliassime [Q] |
| 12  | 14    | Milos Raonic         | 2275   | 180                 | 45             | 2140          | Tercera ronda, perdió ante Kyle Edmund [19]             |
| 13  | 15    | Daniil Medvédev      | 2230   | 25                  | 90             | 2295          | Cuarta ronda, perdió ante Roger Federer [4]             |
| 14  | 16    | Marco Cecchinato     | 2021   | 45                  | 45             | 2021          | Tercera ronda, perdió ante David Goffin [18]            |
| 15  | 17    | Fabio Fognini        | 1885   | 45                  | 45             | 1885          | Tercera ronda, perdió ante Roberto Bautista [22]        |
| 16  | 18    | Gaël Monfils         | 1875   | 0                   | 0              | 1875          | Baja por lesión antes de la primera ronda.              |
| 17  | 19    | Nikoloz Basilashvili | 1865   | 25                  | 90             | 1930          | Cuarta ronda, perdió ante Félix Auger-Aliassime [Q]     |
| 18  | 20    | David Goffin         | 1685   | 10                  | 90             | 1765          | Cuarta ronda, perdió ante Frances Tiafoe [28]           |
| 19  | 22    | Kyle Edmund          | 1600   | 10                  | 90             | 1680          | Cuarta ronda, perdió ante John Isner [7]                |
| 20  | 23    | Denis Shapovalov     | 1550   | 90                  | 360            | 1820          | Semifinales, perdió ante Roger Federer [4]              |
| 21  | 24    | Diego Schwartzman    | 1520   | 45                  | 10             | 1485          | Segunda ronda, perdió ante Reilly Opelka [Q]            |
| 22  | 25    | Roberto Bautista     | 1510   | 10                  | 180            | 1680          | Cuartos de final, perdió ante John Isner [7]            |
| 23  | 28    | Gilles Simon         | 1340   | 10                  | 10             | 1340          | Segunda ronda, perdió ante Jérémy Chardy                |
| 24  | 29    | Grigor Dimitrov      | 1300   | 45                  | 45             | 1300          | Tercera ronda, perdió ante Jordan Thompson              |
| 25  | 30    | Lucas Pouille        | 1265   | 0                   | 10             | 1275          | Segunda ronda, perdió ante Albert Ramos                 |
| 26  | 32    | Guido Pella          | 1240   | 10                  | 10             | 1240          | Segunda ronda, perdió ante Leonardo Mayer               |
| 27  | 33    | Nick Kyrgios         | 1215   | 90                  | 90             | 1215          | Cuarta ronda, perdió ante Borna Ćorić [11]              |
| 28  | 34    | Frances Tiafoe       | 1200   | 90                  | 180            | 1290          | Cuartos de final, perdió ante Denis Shapovalov [20]     |
| 29  | 36    | Márton Fucsovics     | 1180   | 10                  | 10             | 1180          | Segunda ronda, perdió ante Félix Auger-Aliassime [Q]    |
| 30  | 37    | Stan Wawrinka        | 1175   | 0                   | 10             | 1185          | Segunda ronda, perdió ante Filip Krajinović             |
| 31  | 38    | Steve Johnson        | 1160   | 45                  | 10             | 1125          | Segunda ronda, perdió ante João Sousa                   |
| 32  | 39    | John Millman         | 1126   | 41                  | 10             | 1095          | Segunda ronda, perdió ante Federico Delbonis            |

- Ranking del 18 de marzo de 2019.[4]

#### Bajas masculinas
| Rank. | Tenista               | Puntos antes | Puntos por defender | Puntos ganados | Puntos después | Motivo               |
| ----- | --------------------- | ------------ | ------------------- | -------------- | -------------- | -------------------- |
| 2     | Rafael Nadal          | 8725         | 0                   | 0              | 8725           | Lesión en la rodilla |
| 8     | Juan Martín del Potro | 3585         | 360                 | 0              | 3225           | Lesión en la rodilla |
| 18    | Gaël Monfils          | 1875         | 0                   | 0              | 1875           | Lesión en el tendón  |
| 21    | Pablo Carreño         | 1615         | 360                 | 0              | 1255           | Lesión en el hombro  |
| 26    | Álex de Miñaur        | 1493         | 26                  | 0              | 1467           | Descanso             |
| 27    | Richard Gasquet       | 1340         | 10                  | 0              | 1330           | Lesión en la ingle   |
| 31    | Laslo Djere           | 1211         | 12                  | 0              | 1199           |                      |
| 35    | Fernando Verdasco     | 1200         | 90                  | 0              | 1110           | Motivos personales   |

### Dobles masculino
| Tenistas                          | Ranking | Preclasificado |
| Łukasz Kubot Marcelo Melo         | 12      | 1              |
| Jamie Murray Bruno Soares         | 17      | 2              |
| Bob Bryan Mike Bryan              | 19      | 3              |
| Juan Sebastián Cabal Robert Farah | 20      | 4              |
| Oliver Marach Mate Pavić          | 25      | 5              |
| Raven Klaasen Michael Venus       | 28      | 6              |
| Marcel Granollers Nikola Mektić   | 31      | 7              |
| Henri Kontinen John Peers         | 33      | 8              |

### Individuales femenino
| N.º | Rank. | Tenista                   | Puntos | Puntos por defender | Puntos ganados | Nuevos puntos | Ronda hasta la que avanzó en el torneo             |
| 1   | 1     | Naomi Osaka               | 5991   | 35                  | 65             | 6021          | Tercera ronda, perdió ante Su-Wei Hsieh [27]       |
| 2   | 3     | Simona Halep              | 5457   | 60                  | 390            | 5787          | Semifinales, perdió ante Karolína Plíšková [5]     |
| 3   | 2     | Petra Kvitová             | 5550   | 120                 | 215            | 5645          | Cuartos de final, perdió ante Ashleigh Barty [12]  |
| 4   | 6     | Sloane Stephens           | 5222   | 1000                | 65             | 4287          | Tercera ronda, perdió ante Tatjana Maria           |
| 5   | 7     | Karolína Plíšková         | 5145   | 215                 | 650            | 5589          | Final, perdió ante Ashleigh Barty [12]             |
| 6   | 5     | Elina Svitolina           | 5225   | 215                 | 10             | 5020          | Segunda ronda, perdió ante Yafan Wang              |
| 7   | 8     | Kiki Bertens              | 4995   | 65                  | 120            | 5050          | Cuarta ronda, perdió ante Ashleigh Barty [12]      |
| 8   | 4     | Angelique Kerber          | 5315   | 215                 | 65             | 5165          | Tercera ronda, perdió ante Bianca Andreescu        |
| 9   | 9     | Aryna Sabalenka           | 3620   | 35                  | 10             | 3595          | Segunda ronda, perdió ante Ajla Tomljanović        |
| 10  | 10    | Serena Williams           | 3406   | 10                  | 65             | 3461          | Tercera ronda, se retiró ante Qiang Wang [18]      |
| 11  | 12    | Anastasija Sevastova      | 3270   | 65                  | 65             | 3270          | Tercera ronda, perdió ante Yulia Putintseva        |
| 12  | 11    | Ashleigh Barty            | 3395   | 120                 | 1000           | 4275          | Campeona, venció a Karolína Plíšková [5]           |
| 13  | 13    | Caroline Wozniacki        | 3007   | 10                  | 120            | 3117          | Cuarta ronda, perdió ante Su-Wei Hsieh [27]        |
| 14  | 22    | Daria Kasátkina           | 2345   | 10                  | 65             | 2400          | Tercera ronda, perdió ante Venus Williams          |
| 15  | 15    | Julia Görges              | 2780   | 10                  | 65             | 2835          | Tercera ronda, perdió ante Caroline Garcia [19]    |
| 16  | 14    | Elise Mertens             | 2800   | 65                  | 65             | 2800          | Tercera ronda, perdió ante Markéta Vondroušová     |
| 17  | 16    | Madison Keys              | 2726   | 10                  | 10             | 2726          | Segunda ronda, perdió ante Samantha Stosur         |
| 18  | 18    | Qiang Wang                | 2607   | 10                  | 215            | 2812          | Cuartos de final, perdió ante Simona Halep [2]     |
| 19  | 21    | Caroline Garcia           | 2350   | 10                  | 120            | 2460          | Cuarta ronda, perdió ante Petra Kvitová [3]        |
| 20  | 17    | Garbiñe Muguruza          | 2635   | 120                 | 10             | 2525          | Segunda ronda, perdió ante Monica Niculescu [Q]    |
| 21  | 19    | Anett Kontaveit           | 2465   | 10                  | 390            | 2845          | Semifinales, perdió ante Ashleigh Barty [12]       |
| 22  | 23    | Jeļena Ostapenko          | 2251   | 650                 | 10             | 1611          | Segunda ronda, perdió ante Markéta Vondroušová     |
| 23  | 20    | Belinda Bencic            | 2420   | 0                   | 10             | 2430          | Segunda ronda, perdió ante Yulia Putintseva        |
| 24  | 29    | Carla Suárez              | 1718   | 10                  | 10             | 1718          | Segunda ronda, perdió ante Venus Williams          |
| 25  | 26    | Danielle Collins          | 1851   | 420                 | 65             | 1496          | Tercera ronda, perdió ante Yafan Wang              |
| 26  | 25    | Donna Vekić               | 1875   | 65                  | 65             | 1875          | Tercera ronda, perdió ante Petra Kvitová [3]       |
| 27  | 27    | Su-Wei Hsieh              | 1810   | 65                  | 215            | 1960          | Cuartos de final, perdió ante Anett Kontaveit [21] |
| 28  | 28    | Lesia Tsurenko            | 1806   | 10                  | 10             | 1806          | Baja por lesión antes de la primera ronda.         |
| 29  | 31    | Camila Giorgi             | 1705   | 10                  | 10             | 1705          | Segunda ronda, perdió ante Tatjana Maria           |
| 30  | 32    | Mihaela Buzărnescu        | 1650   | 10                  | 10             | 1650          | Segunda ronda, perdió ante Alizé Cornet            |
| 31  | 33    | Anastasiya Pavliuchenkova | 1565   | 65                  | 10             | 1510          | Segunda ronda, perdió ante Viktória Kužmová        |
| 32  | 34    | Sofia Kenin               | 1534   | 95                  | 10             | 1449          | Segunda ronda perdió ante Bianca Andreescu         |

- Ranking del 18 de marzo de 2019.[5]

#### Bajas femeninas
| Rank. | Tenista         | Puntos antes | Puntos por defender | Puntos ganados | Puntos después | Motivo              |
| ----- | --------------- | ------------ | ------------------- | -------------- | -------------- | ------------------- |
| 30    | María Sharápova | 1706         | 0                   | 0              | 1706           | Lesión en el hombro |

### Dobles femenino
| Tenista                               | Ranking | Preclasificada |
| Barbora Krejčíková Kateřina Siniaková | 3       | 1              |
| Tímea Babos Kristina Mladenovic       | 8       | 2              |
| Su-Wei Hsieh Barbora Strýcová         | 20      | 3              |
| Nicole Melichar Květa Peschke         | 22      | 4              |
| Gabriela Dabrowski Xu Yifan           | 30      | 5              |
| Samantha Stosur Shuai Zhang           | 35      | 6              |
| Andreja Klepač María José Martínez    | 38      | 7              |
| Hao-Ching Chan Yung-Jan Chan          | 39      | 8              |

## Campeones

### Individual masculino
Roger Federer venció a  John Isner por 6-1, 6-4

### Individual femenino
Ashleigh Barty venció a  Karolína Plíšková por 7-6(7-1), 6-3

### Dobles masculino
Bob Bryan /  Mike Bryan vencieron a  Wesley Koolhof /  Stefanos Tsitsipas por 7-5, 7-6(10-8)

### Dobles femenino
Elise Mertens /  Aryna Sabalenka venció a  Samantha Stosur /  Shuai Zhang por 7-6(7-5), 6-2